# Omloop Eurometropool
L' Omloop Eurometropool, coneguda també com a Omloop van de Westhoek, és una cursa ciclista d'un sol dia belga que es disputa entre Nieuwpoort i Poperinge, al Flandes Occidental. Creada el 2017, forma part del calendari de l'UCI Europa Tour, i s'organitza un dia abans de l'Eurométropole Tour.

## Palmarès
| Any  | Vencedor      | Segon              | Tercer        |
| ---- | ------------- | ------------------ | ------------- |
| 2017 | André Greipel | Bert Van Lerberghe | Tom Devriendt |